# Barrio Aztlán
Barrio Aztlán är en ort i Mexiko.   Den ligger i kommunen Huehuetla och delstaten Hidalgo, i den sydöstra delen av landet, 160 km nordost om huvudstaden Mexico City. Barrio Aztlán ligger 506 meter över havet och antalet invånare är 1 010.
Terrängen runt Barrio Aztlán är kuperad österut, men västerut är den bergig. Barrio Aztlán ligger nere i en dal. Runt Barrio Aztlán är det ganska tätbefolkat, med 104 invånare per kvadratkilometer. Närmaste större samhälle är Huehuetla, 1,1 km sydost om Barrio Aztlán. I omgivningarna runt Barrio Aztlán växer i huvudsak städsegrön lövskog.